# Soané Falafala
Soané Falafala (16 gennaio 1993) è un pallavolista francese.
Gioca nel ruolo di schiacciatore nel Nice Volley-Ball.

## Carriera
La carriera di Soané Falafala inizia nelle giovanili del Castelnaudary Volley Ball, dove rimane fino al 2009, quando entra nel progetto federale francese del Centre National de Volley-Ball, società con sede a Montpellier iscritta alla Ligue B, secondo livello del campionato transalpino; con la nazionale pre-juniores della Francia ottiene la medaglia d'argento nel campionato europeo di categoria.
Il primo contatto con la pallavolo professionistica avviene nell'annata 2012-13, quando entra nel vivaio del Tours Volley-Ball: qui rimane per due stagioni e conquista un campionato e una Coppa di Francia, prima di trasferirsi nel 2014-15 al Nice Volley-Ball.

## Palmarès
- Campionato francese: 1

2013-14
- Coppa di Francia: 1

2013-14
- Supercoppa francese: 1

2012

### Nazionale (competizioni minori)
- Campionato europeo pre-juniores 2011